# Prethopalpus perak
Espèce
Prethopalpus perak est une espèce d'araignées aranéomorphes de la famille des Oonopidae.

## Distribution
Cette espèce est endémique du Perak en Malaisie,.

## Description
Le mâle holotype mesure 1,12 mm et la femelle 1,32 mm.

## Étymologie
Cette espèce est nommée en référence au lieu de sa découverte, le Perak.

## Publication originale
- Baehr, Harvey, Burger & Thoma, 2012 : The new Australasian goblin spider genus Prethopalpus (Araneae, Oonopidae). Bulletin of the American Museum of Natural History, no 369, p. 1-113 (texte intégral).